# Pseudastur
Pseudastur (лат.) — род хищных птиц из семейства ястребиных (Accipitridae). Распространены на юге Северной Америки, в Центральной и Южной Америке.

## Классификация
Ранее все представители этого рода включались в состав рода Leucopternis. Однако, было показано, что род является полифилетическим, и было предложено переместить некоторые виды в другие роды.
В состав рода включают три вида:
| Изображение | Научное название                       | Русское название        | Распространение                                                      |
| ----------- | -------------------------------------- | ----------------------- | -------------------------------------------------------------------- |
|             | Pseudastur albicollis (Latham, 1790)   | Белый пегий канюк       | от юга Мексики через Центральную Америку до Перу, Боливии и Бразилии |
|             | Pseudastur occidentalis (Salvin, 1876) | Сероспинный пегий канюк | от Эквадора до севера Перу                                           |
|             | Pseudastur polionotus (Kaup, 1847)     | Плащеносный пегий канюк | Аргентина, Бразилия, Парагвай и Уругвай                              |